# Edward G. Biester
Edward George Biester Jr. (ur. 5 stycznia 1931 w Trevose) – amerykański polityk, członek Partii Republikańskiej, kongresmen.

## Życiorys
W okresie od 3 stycznia 1967 do 3 stycznia 1977 przez pięć kadencji był przedstawicielem ósmego okręgu wyborczego w stanie Pensylwania w Izbie Reprezentantów Stanów Zjednoczonych.